# Irma Schaichet
Irma Schaichet, geborene Löwinger (geboren 15. April 1895 in Budapest; gestorben 30. Juli 1988 in Zürich), war eine Schweizer Pianistin und Klavierpädagogin ungarischer Herkunft.

## Leben
Irma Löwinger wurde am 15. April 1895 als viertes von sechs Kindern des jüdischen Kolonialwarenhändler-Paares Gyula und Rosa Löwinger-Duschak in Budapest geboren. Dank der Initiative der Mutter konnte Irma Löwinger 1901 in die Königliche Ungarische Hochschule für Musik (heute Franz-Liszt-Musikakademie) eintreten, wo sie von Diplomanden ersten Klavierunterricht erhielt. Es folgte die Ausbildung in der Vorbereitungsklasse durch Arnold Székely und in der Akademieklasse durch Árpád Szendy. Nach dem Lehrdiplom 1914 besuchte sie die Konzertausbildungsklasse bei Béla Bartók, Leó Weiner (Kammermusik) und Zoltán Kodály (Musiktheorie) und schloss diese 1917 mit dem Konzertdiplom bei Béla Bartók erfolgreich ab.
Dank eines Stipendiums wechselte sie 1917 nach Zürich und wurde dort Schülerin von Ferruccio Busoni. 1919 heiratete sie in Zürich den staatenlosen Geiger und Dirigenten Alexander Schaichet, mit dem sie in der Folge ein Leben lang auch musikalisch zusammenarbeitete. 1927 erhielten sie das Schweizer Bürgerrecht. Das Paar hatte drei Kinder: Mirjam, Peter und Vera. Im Zweiten Weltkrieg setzte es sich für jüdische Flüchtlinge ein. Irma Schaichet starb am 30. Juli 1988 in Zürich.
Zu ihren Urenkeln gehören u. a. der Politiker und Unternehmer Nicola Forster sowie der Genfer Politiker Simon Brandt.

## Musikalisches Wirken
Irma Schaichet machte sich einen Namen im In- und Ausland als Pianistin und Musikpädagogin. Mit Alexander Schaichet zusammen trat sie in der Schweiz regelmäßig als Duopartnerin auf und konzertierte kontinuierlich mit dessen von 1920 bis 1943 bestehenden Kammerorchester Zürich. Weitere Duopartner waren Szimon Goldberg (Violine) und Joachim Stutschewsky (Cello). Sie gab Konzerte unter Dirigenten wie Volkmar Andreae, Hermann Scherchen, Erich Schmid, Georg Solti und Felix Weingartner.

## Repertoire und Besonderheiten
Irma Schaichet pflegte ein breit gefächertes Repertoire von Komponisten der Bach-Zeit bis zur Neuen Musik. Ein besonderes Augenmerk galt den Komponisten Ungarns Franz Liszt, Zoltán Kodály und Béla Bartók, dessen Sonate für zwei Klaviere und Schlagzeug sie 1938 in Zürich zusammen mit Georg Solti kurz nach der Uraufführung spielte. Daneben pflegte sie auch Schweizer Komponisten und bestritt Uraufführungen von Willy Burkhard, Charles Oboussier, Robert Blum und Albert Moeschinger.

## Musikpädagogin
Irma Schaichet war eine gefragte Musikpädagogin und bildete privat (Schweizerischer Musikpädagogischer Verband – SMPV) Berufsmusikerinnen und -musiker aus. Sie gilt als Entdeckerin des Pianistenwunderkindes Annie Fischer und der Sopranistin Maria Stader. Zu ihren bedeutendsten Schülern gehörten Theodor Lichtmann, Hanny Schmid Wyss und Brigitte Farner.

## Auszeichnungen
- 1984 Ehrendiplom der Franz-Liszt-Musikakademie Budapest für ihr künstlerisches und pädagogisches Wirken
- 1985 Offizielle Feier zum 90. Geburtstag in der Halle des Stadthauses Zürich